# A Place to Call Home
A Place to Call Home ist eine  Historiendrama-Serie des australischen Senders Seven Network. Sie wurde zwischen 2013 und 2018 erstausgestrahlt.
Bevan Lee schuf die Fernsehserie, deren Schauplatz das ländliche New South Wales wenige Jahre nach dem Zweiten Weltkrieg ist. Erzählt wird die Geschichte der Krankenschwester Sarah Adams (Marta Dusseldorp), die nach zwanzig Jahren in Europa, gezeichnet von Krieg und Terror der Nationalsozialisten, in ihre Heimat Australien zurückkehrt und während der Heimreise auf die Familie der wohlhabenden Landherrin und Matriarchin Elisabeth Bligh (Noni Hazlehurst) trifft, die ihr Leben nachhaltig verändern. Zur Hauptbesetzung gehören außerdem Brett Climo (George Bligh), Craig Hall (Dr. Jack Duncan) und Tim Draxl (Dr. Henry Fox).
Die Produktion wurde nach der zweiten Staffel vorerst eingestellt, kurz darauf aber bereits durch neue Verträge mit der pay-TV-Sendeanstalt Foxtel wieder fortgesetzt, die eine Produktion und Ausstrahlung auf dessen australischem/neuseeländischem Sender SoHo ermöglichten. Es wurde ein neues Ende für die zweite Staffel gedreht, welche die Fortsetzung und den Übergang zum etwas anderen Format der dritten Staffel erklären sollte. Ab 2016 wurden Produktion und Ausstrahlung vom Sender Showcase übernommen. Insgesamt wurden bis 2018 sechs Staffeln produziert. Sowohl auf dem internationalen Markt als auch in ihrem Entstehungsland erwarb sich die Serie eine große und treue Zuschauerschaft. Der australische Filmkritiker David Knox bezeichnete sie als „compelling melodrama about love and loss set against the social change of the 1950s“ (fesselndes Melodrama über Liebe und Verlust inmitten des sozialen Wandels der 1950er-Jahre). Die sechste und letzte Staffel wurde ab August 2018 erstausgestrahlt.

## Hintergrund
Bevan Lee begann die Entwicklung von A Place to Call Home nach dem Abschluss seiner „Heimat-Trilogie“ (Always Greener, Packed to the Rafters und Winners & Losers).
Inspiriert wurde die Produktion durch die Filme des Regisseurs Douglas Sirk aus den Fünfzigern In den Wind geschrieben (1956) und Was der Himmel erlaubt (1955).
Lee begründete seine Wahl des Schauplatzes im Interview mit The Age damit, dass das Leben der Menschen heute „verhältnismäßig fade“ sei. Letztlich bestehe Drama aus Konflikten und wir lebten in einer recht konfliktarmen Gesellschaft. Er habe sich an einen Ort begeben müssen, an dem es Schmerz und Mühsahl und Leid gebe; nach dem Krieg habe es reichlich davon gegeben.
Das Drehbuch wurde von Lee und Trent Atkinson verfasst.
A Place to Call Home spielt sowohl im fiktionalen Anwesen Ash Park als auch in der Kleinstadt Inverness, beide gelegen im australischen Bundesland New South Wales.
Camden und das Hochland (Southern Highlands) im südlichen New South Wales dienen als Kulisse für Inverness. Das Anwesen Ash Park heißt eigentlich Camelot und ist ein denkmalgeschütztes Grundstück bei Kirkham, einer Vorstadt von Sydney etwas außerhalb Camdens.
Die Dreharbeiten zur ersten Staffel begannen am 9. Juli 2012 und dauerten bis zum 12. Dezember desselben Jahres.
Gedreht wurden die 13 Episoden
– zum ersten Mal in einer australischen Fernsehproduktion – mit einer Sony-F65-Kamera.
Die Pilotfolge wurde am 28. April 2013 zur Hauptsendezeit (20:30 Uhr) ausgestrahlt (auf diesem Sendeplatz lag zuvor die britische Historiendrama-Serie Downton Abbey).
Im Juni 2013 gab Erin McWhirter (TV Week) die Verlängerung der Serie um eine weitere Staffel bekannt. Abby Earl (Anna Bligh) kommentierte, die Vorbereitungen liefen ab August, gedreht werde ab September des Jahres.
Die Erstausstrahlung der zweiten Staffel erfolgte schließlich vom 11. Mai bis zum 13. Juli 2014.
TV Week bestätigte bereits im Mai 2014, dass eine weitere Staffel in Auftrag gegeben worden sei.
Einen Monat später berichtete das Magazin jedoch von einer Kehrtwende seitens Channel 7 Australia: Darstellern und Mitarbeitern sei vom Sender eine Absage erteilt worden.
Am 15. Oktober 2014 wurde schließlich ein Vertragsabschluss zwischen Foxtel und Channel 7 Australia öffentlich, aus dem hervorgeht, dass eine dritte Staffel unter Federführung von Bevan Lee zwar von Seven Productions produziert, jedoch über Foxtel ausgestrahlt werden solle.
Am 25. Oktober 2014 gab die australische Version der Zeitschrift The Daily Telegraph die Verlängerung von A Place to Call Home um weitere zwei Staffeln bekannt, die ab Ende des Jahres 2015 auf Foxtel, SoHo, ausgestrahlt würden. Außerdem wurde eine Rückkehr der bisherigen Mitarbeiter und Darsteller bestätigt.
Auf der offiziellen Facebook-Seite der Serie wurde am 16. August 2015 die Erstausstrahlung der dritten Staffel auf Foxtel ab dem 27. September 2015 zur Hauptsendezeit (20:30 Uhr) angekündigt.
Die Serie wird von Chris Martin-Jones produziert. Executive Producers (Geschäftsführer) sind John Holmes, Julie McGauran und Penny Win.

## Rezeption

### Rezensionen
David Know von TVtonight zitiert und bestätigt in seiner Kritik den Schöpfer der Serie, Bevan Lee, der die Serie als „überwältigendes Melodram über Liebe und Verlust in den Wirren sozialer Veränderungen der 1950er-Jahre“ beschreibt.
Im Guardian rezensierte Rebecca Starford durchweg positiv und schrieb unter dem Titel „A Place to Call Home is Australian television to be proud of“ (A Place to Call Home ist australisches Fernsehen, auf das man stolz sein kann): „A Place to Call Home durchdringt mit wahrer Gewandheit die Dinge, die sich machtvoll in unserem nationalen Bewusstsein widerspiegeln – die Sehnsucht nach der Vergangenheit und die Sehnsucht nach Heimat – und das macht großes Fernsehen aus.“ (A Place to Call Home actually explores with real sophistication the stuff that resonates powerfully in our national consciousness – a longing for the past, and a longing for home – and that makes for great television).

### Auszeichnungen
Logie Awards
| Jahr | Kategorie                           | Nominierte/r         | Episode(n) | Ergebnis  | Ref    |
| ---- | ----------------------------------- | -------------------- | ---------- | --------- | ------ |
| 2014 | Most Outstanding Drama Series       | A Place to Call Home | Staffel 1  | nominiert | [ 20 ] |
| 2014 | Most Popular Actress                | Marta Dusseldorp     | Staffel 1  | nominiert | [ 20 ] |
| 2014 | Most Popular New Talent             | Abby Earl            | Staffel 1  | nominiert | [ 20 ] |
| 2016 | Best Actress                        | Marta Dusseldorp     | Staffel 3  | nominiert | [ 21 ] |
| 2016 | Most Outstanding Supporting Actor   | David Berry          | Staffel 3  | nominiert | [ 21 ] |
| 2016 | Most Outstanding Supporting Actress | Jenni Baird          | Staffel 3  | nominiert | [ 21 ] |
| 2016 | Best Drama Program                  | A Place to Call Home | Staffel 3  | nominiert | [ 21 ] |
| 2016 | Most Outstanding Drama Series       | A Place to Call Home | Staffel 3  | nominiert | [ 21 ] |
| 2017 | Best Actress                        | Marta Dusseldorp     | Staffel 4  | nominiert |        |
| 2017 | Most Outstanding Supporting Actress | Jenni Baird          | Staffel 4  | nominiert |        |
| 2017 | Most Outstanding Drama Series       | A Place to Call Home | Staffel 4  | gewonnen  |        |

Australian Cinematographers Society Awards
| Jahr | Kategorie                                                 | Nominierte/r | Episode(n)                            | Ergebnis | Ref    |
| ---- | --------------------------------------------------------- | ------------ | ------------------------------------- | -------- | ------ |
| 2014 | Telefeatures, TV Drama & Mini Series Award of Distinction | John Stokes  | Staffel 1, Folge 9: „Cane Toad“ (Aga) | gewonnen | [ 22 ] |

Equity Ensemble Awards
| Jahr | Kategorie                                                     | Nominierte/r | Episode(n) | Ergebnis  | Ref    |
| ---- | ------------------------------------------------------------- | ------------ | ---------- | --------- | ------ |
| 2014 | Most Outstanding Performance by an Ensemble in a Drama Series | Besetzung    | Staffel 1  | nominiert | [ 23 ] |

### Zuschauerzahlen
| Staffel | Episodenzahl | Erstausstrahlung   | Erstausstrahlung  | Erstausstrahlung | Zuschauerzahlen (OzTAM) | Zuschauerzahlen (OzTAM) | Zuschauerzahlen (OzTAM) |
| Staffel | Episodenzahl | Staffelpremiere    | Staffelfinale     | Sender           | Maximal                 | Durchschnittlich        | Rang                    |
| ------- | ------------ | ------------------ | ----------------- | ---------------- | ----------------------- | ----------------------- | ----------------------- |
| 1       | 13           | 28. April 2013     | 21. Juli 2013     | Seven Network    | 1.930.000               | 1.480.000               | 8                       |
| 2       | 10           | 11. Mai 2014       | 13. Juli 2014     | Seven Network    | 1.302.000               | 1.162.000               | 7                       |
| 3       | 10           | 27. September 2015 | 29. November 2015 | Soho             |                         | 168.000                 | 2                       |
| 4       | 12           | 11. September 2016 | 27. November 2016 | Showcase         |                         | 139.000                 | 2                       |
| 5       | 12           | 8. Oktober 2017    | 24. Dezember 2017 | Showcase         |                         | 104.000                 | 3                       |
| 6       | 10           | 19. August 2018    |                   | Showcase         |                         |                         |                         |

## Ausstrahlung – weltweit
Kurz nach der Erstausstrahlung in Australien wurde „A Place to Call Home“ auch von dem neuseeländischen Sender TV One aufgenommen und lief dort zur Hauptsendezeit (20.30 Uhr) am Sonntagabend. Das Staffelfinale der zweiten Staffel wurde am 26. Oktober 2014 übertragen. Spätere Folgen wurden, z. T. aus Jugendfreigabegründen, auf 21.40 Uhr verschoben. Alle weiteren Staffeln wurden ebenfalls von TVNZ One ausgestrahlt, zuletzt die vierte Staffel jeweils freitags und erneut zur Hauptsendezeit.
Der dänische Sender DR1 übertrug die erste Staffel ab März 2014 unter dem Seriennamen „En Ny Begyndelse“ – „Ein neuer Anfang“.
Der öffentlich-rechtliche Sender Finnlands, Yle TV1, zeigt die Serie unter dem Titel „Kotiin takaisin“ zu deutsch etwa „Zurück nach Hause“. In Finnland erzielte die Serie beeindruckende Einschaltquoten von über einer Million Zuschauern, was zwanzig Prozent der Bevölkerung entspricht.
Die erste Staffel wurde ab dem 17. November 2014 von BBC2 auch im Vereinigten Königreich gezeigt. Die zweite Staffel folgte gleich im Anschluss, die dritte ab dem 25. Februar 2016 und die vierte ab 13. Februar 2017.
Israel überträgt die Sendung auf ihrem YesDrama-Programm unter dem Titel „מקום בלב“, was sich etwa mit „Ein Platz im Herzen“ übersetzen lässt.
In den Niederlanden wurde die erste Staffel ab Juni 2015 durch die MAX Sendeanstalt auf dem zweiten öffentlich-rechtlichen Programm NPO2 ausgestrahlt, im Juli 2015 folgte die zweite Staffel.
Alle fünf bislang erschienenen Staffeln sind in den USA über den Streaming-Sender Acorn TV abrufbar. American Public Television sicherte sich außerdem die Ausstrahlungsrechte fürs Fernsehen.
In Kroatien zeigt HRT 1 die Serie als „Mjesto koje zovem dom“  („Ein Ort, den ich Zuhause nenne“).
Eine deutschsprachige Synchronisation liegt bislang nicht vor. Die in Europa ausgestrahlten Versionen und die europäischen DVDs und Blu-Rays können in Deutschland u. U. empfangen bzw. gekauft und abgespielt werden.

## Vermarktung
Aufgeführt sind jeweils die australische (Region 4; Original) und britische Erstveröffentlichung (Region 2; europaweit erwerb- und abspielbar). Blu-rays aus Ozeanien erhalten ebenso wie Blu-rays aus Europa den Regionalcode 2/B, weshalb die ausschließlich in Australien erschienenen Blu-rays der ersten und zweiten Serienstaffel auch im deutschsprachigen Raum abspielbar, allerdings schwieriger erhältlich sind.
| Titel                                                       | Details                                                        | DVD-Erstveröffentlichung | DVD-Erstveröffentlichung | Blu-ray-Erstveröffentlichung | Bonusmaterial |
| Titel                                                       | Details                                                        | Region 2                 | Region 4                 | Region B                     | Bonusmaterial |
| ----------------------------------------------------------- | -------------------------------------------------------------- | ------------------------ | ------------------------ | ---------------------------- | --- |
| A Place to Call Home — Season (AUS/USA) bzw. Series (UK) 1  | - 13 Episoden - AUS: 4 Discs - GBR: 2 Discs - Blu-ray: 3 Discs | 23. Februar 2015         | 8. August 2013           | 8. August 2013               | - Bildergalerie (nur Region 2) - Interviews mit den Darstellern (nur Region 4)                                    |
| A Place to Call Home — Season/Series 2                      | - 10 Episoden - AUS: 3 Discs - GBR: 2 Discs - Blu-ray: 2 Discs | 23. Februar 2015         | 17. Juli 2014            | 17. Juli 2014                | - Interviews - Young to Old: Sarah’s Transformation - Rollenbeschreibungen (nur Regionen 1 und 2)                 |
| A Place to Call Home — Season/Series 2: Revised Edition     | - 10 Episoden - 3 Discs                                        | –                        | 29. Oktober 2015         | –                            | - Interviews - Young to Old: Sarah’s Transformation - Trailer zu Staffel 3 - Rollenbeschreibungen zu Staffel 3    |
| A Place to Call Home — Season/Series 2: Collector’s Edition | - 3 Episoden - 1 Disc                                          | –                        | 29. Oktober 2015         | –                            | - Interviews - Young to Old: Sarah’s Transformation - Trailer zu Staffel 3 - Rollenbeschreibungen zu Staffel 3    |
| A Place to Call Home — Season/Series 3                      | - 10 Episoden - AUS: 3 Discs - GBR: 2 Discs                    | 14. März 2016            | 7. April 2016            | –                            | - Alternatives Ende für Staffel 2 - Bildergalerie - gesammelte Rückblicke der dritten Staffel (nur Region 4)      |
| A Place to Call Home — Season/Series 4                      | - 12 Episoden - AUS: 3 Discs - GBR: 2 Discs                    | 6. März 2017             | 26. April 2017           | –                            | - Interviews mit Darstellern und Crew (nur Region 1) - Behind-the-Scenes/Making-of (nur Region 1) - Bildergalerie |
| A Place to Call Home — Season/Series 5                      | - 12 Episoden - AUS: 3 Discs - GBR: 2 Discs - USA: 4 Discs     | 2. April 2018            | 28. März 2018            | –                            | - Q&A mit Jenni Baird (Regina; nur Regionen 1 und 2) - Bildergalerie                                              |

Box-Sets
| Titel                                                       | Details                                                                 | DVD-Erstveröffentlichung | DVD-Erstveröffentlichung | Bonusmaterial |
| Titel                                                       | Details                                                                 | Region 2                 | Region 4                 | Bonusmaterial |
| ----------------------------------------------------------- | ----------------------------------------------------------------------- | ------------------------ | ------------------------ | --- |
| A Place to Call Home — Season/Series 1 & 2                  | - 23 Episoden - 7 Discs                                                 | –                        | 29. Oktober 2015         | - Interviews - Young to Old: Sarah’s Transformation - Charakterbeschreibungen zu Staffel 3 - Trailer zu Staffel 3 |
| A Place to Call Home — Complete Seasons/Series One to Three | - 33 Episoden - GBR: 6 Discs - AUS: 10 Discs                            | 14. März 2016            | 1. September 2016        | - Interviews - Young to Old: Sarah’s Transformation - Charakterbeschreibungen zu Staffel 3 - Trailer zu Staffel 3 - Alternatives Ende für Staffel 2 (nur Regionen 2 und 4) - Bildergalerie (nur Regionen 2 und 4) - gesammelte Rückblicke der dritten Staffel |
| A Place to Call Home — Complete Seasons/Series 1–4          | - 45 Episoden - GBR: 8 Discs - AUS: 13 Discs                            | 6. März 2017             | 26. April 2017           | - Alternatives Ende für Staffel 2 (nur Region 2) |
| A Place to Call Home: Complete Seasons/Series One to Five   | - 57 Episoden (AUS) - 55 Episoden (GBR) - AUS: 16 Discs - GBR: 10 Discs | 2. April 2018            | 28. März 2018            | Region 4: - Interviews - Young to Old: Sarah’s Transformation - Rollenbeschreibungen zu Staffel 3 - Trailer zu Staffel 3 - Alternatives Ende für Staffel 2 - Bildergalerie - gesammelte Rückblicke der dritten Staffel                                        |

## Besetzung
| Darsteller                                          | Rolle                                      | Staffeln       | Staffeln                          | Staffeln                          | Staffeln                          | Staffeln       | Staffeln      |  |
| Darsteller                                          | Rolle                                      | 1              | 2                                 | 3                                 | 4                                 | 5              | 6             |  |
| --------------------------------------------------- | ------------------------------------------ | -------------- | --------------------------------- | --------------------------------- | --------------------------------- | -------------- | ------------- |  |
| Marta Dusseldorp                                    | Sarah Adams / Sarah Nordmann / Sarah Bligh | Hauptrolle     | Hauptrolle                        | Hauptrolle                        | Hauptrolle                        | Hauptrolle     | Hauptrolle    |  |
| Noni Hazlehurst                                     | Elizabeth Bligh / Elizabeth Goddard        | Hauptrolle     | Hauptrolle                        | Hauptrolle                        | Hauptrolle                        | Hauptrolle     | Hauptrolle    |  |
| Brett Climo                                         | George Bligh                               | Hauptrolle     | Hauptrolle                        | Hauptrolle                        | Hauptrolle                        | Hauptrolle     | Hauptrolle    |  |
| Craig Hall                                          | Dr. Jack Duncan                            | Hauptrolle     | Hauptrolle                        | Hauptrolle                        | Hauptrolle                        | Hauptrolle     | Hauptrolle    |  |
| Abby Earl                                           | Anna Bligh / Anna Poletti                  | Hauptrolle     | Hauptrolle                        | Hauptrolle                        | Hauptrolle                        | Hauptrolle     | Hauptrolle    |  |
| Frankie J. Holden                                   | Roy Briggs                                 | Hauptrolle     | Hauptrolle                        | Hauptrolle                        | Hauptrolle                        | Hauptrolle     | Hauptrolle    |  |
| Sara Wiseman                                        | Carolyn Bligh / Carolyn Duncan             | Nebenrolle     | Hauptrolle                        | Hauptrolle                        | Hauptrolle                        | Hauptrolle     | Hauptrolle    |  |
| Arianwen Parkes-Lockwood                            | Olivia Bligh                               | Hauptrolle     | Hauptrolle                        | Hauptrolle                        | Hauptrolle                        | Nebenrolle     | Hauptrolle    |  |
| David Berry                                         | James Bligh                                | Hauptrolle     | Hauptrolle                        | Hauptrolle                        | Hauptrolle                        | Gastauftritte  | Hauptrolle    |  |
| Tim Draxl                                           | Dr. Henry Fox                              |                |                                   | Hauptrolle                        | Hauptrolle                        | Hauptrolle     | Hauptrolle    |  |
| Deborah Kennedy                                     | Doris Collins                              | Nebenrolle     | Nebenrolle                        | Nebenrolle                        | Nebenrolle                        | Nebenrolle     | Hauptrolle    |  |
| Dominic Allburn                                     | Harry Polson                               | Hauptrolle     |                                   |                                   | Nebenrolle                        |                | Hauptrolle    |  |
| Xavier Druery                                       | Georgie Bligh (ab 5 J.)                    |                | Nebenrolle (Säugling, uncredited) | Nebenrolle (Säugling, uncredited) | Nebenrolle (Säugling, uncredited) | Gastauftritte  | Nebenrolle    |  |
| Elliot Domoney                                      | David Bligh (ab 4 J.)                      |                |                                   |                                   |                                   | Nebenrolle     | Nebenrolle    |  |
| Conrad Coleby                                       | Matthew Goddard                            |                |                                   |                                   |                                   | Gastauftritt   | Nebenrolle    |  |
| Jack Ellis                                          | Stan O'Rourke                              |                |                                   |                                   |                                   |                | Nebenrolle    |  |
| Heather Mitchell                                    | Prudence Swanson                           | Nebenrolle     | Nebenrolle                        | Nebenrolle                        | Nebenrolle                        | Gastauftritt   | Gastauftritt  |  |
| Mark Lee                                            | Sir Richard Bennett                        |                |                                   | Nebenrolle                        | Nebenrolle                        | Nebenrolle     | Gastauftritte |  |
| Clodagh Crowe                                       | Dawn Briggs                                |                |                                   |                                   | Nebenrolle                        | Nebenrolle     | Gastauftritt  |  |
| Aaron Pedersen                                      | Frank Gibbs                                |                |                                   |                                   |                                   | Nebenrolle     | Gastauftritte |  |
| Bronte Pearce                                       | Poppy Jones                                |                |                                   |                                   |                                   |                | Gastauftritt  |  |
| Amanda Marsden                                      | Agatha                                     |                |                                   |                                   |                                   |                | Gastauftritt  |  |
| Robert Coleby                                       | Douglas Goddard                            |                |                                   | Nebenrolle                        | Nebenrolle                        | Nebenrolle     |               |  |
| Martin Sacks                                        | Isaac Gold                                 | Gastauftritt   | Gastauftritt                      |                                   |                                   | Nebenrolle     |               |  |
| Avital Greenberg-Teplitsky / Madeleine Clunies-Ross | Leah Gold                                  | Gastauftritt – |                                   |                                   |                                   | – Nebenrolle   |               |  |
| George Pullar                                       | Larry Grey                                 |                |                                   |                                   |                                   | Nebenrolle     |               |  |
| Matt Day                                            | Ed Jarvis                                  |                |                                   |                                   |                                   | Nebenrolle     |               |  |
| Russell Queay / Michael Yore                        | William Brackley                           | Gastauftritt – |                                   |                                   |                                   | – Gastauftritt |               |  |
| Jenni Baird                                         | Regina Standish / Regina Bligh             | Nebenrolle     | Nebenrolle                        | Hauptrolle                        | Hauptrolle                        | Hauptrolle     |               |  |
| Aldo Mignone                                        | Gino Poletti                               | Hauptrolle     | Hauptrolle                        | Hauptrolle                        | Hauptrolle                        |                |               |  |
| Ben Winspear                                        | Dr. René Nordmann                          |                | Nebenrolle                        | Hauptrolle                        |                                   |                |               |  |
| Matt Levett                                         | Andrew Swanson                             | Nebenrolle     | Hauptrolle                        |                                   |                                   |                |               |  |
| Brenna Harding                                      | Rose O’Connell                             |                |                                   | Nebenrolle                        | Hauptrolle                        |                |               |  |
| Krew Boylan / Amy Matthews                          | Amy Polson                                 | Nebenrolle –   | – Nebenrolle                      |                                   |                                   |                |               |  |
| Judi Farr                                           | Peg Maloney                                | Nebenrolle     | Nebenrolle                        | Nebenrolle                        |                                   |                |               |  |
| Dina Panozzo                                        | Carla Poletti                              | Nebenrolle     | Nebenrolle                        |                                   |                                   |                |               |  |
| Angelo D'Angelo                                     | Amo Poletti                                | Nebenrolle     | Nebenrolle                        |                                   |                                   |                |               |  |
| Jacinta Acevski                                     | Alma Grey                                  | Nebenrolle     | Nebenrolle                        |                                   |                                   |                |               |  |
| Scott Grimley                                       | Norman Parker                              | Nebenrolle     | Nebenrolle                        | Nebenrolle                        | Nebenrolle                        | Gastauftritt   |               |  |
| Erica Lovell                                        | Eve Walker                                 | Nebenrolle     |                                   |                                   | Gastauftritt                      |                |               |  |
| Rick Donald                                         | Lloyd Ellis-Parker                         |                |                                   | Nebenrolle                        | Gastauftritt                      |                |               |  |
| Michael Sheasby                                     | Bert Ford                                  | Nebenrolle     | Gastauftritt                      |                                   |                                   |                |               |  |

## Hauptfiguren
Sarah Adams
Sarah (Taufname Bridget) Adams (Marta Dusseldorp) wuchs bei einer streng religiösen Mutter in Sydney auf. Als junge Frau zog sie nach Europa, wurde Krankenschwester und lernte während ihres Dienstes im spanischen Bürgerkrieg den französischen Arzt René Nordmann kennen und lieben. Durch ihn erhielt sie Zugang zur spanischen und französischen Künstlerszene und lernte Federico García Lorca als engen Freund Renés kennen. Nach dem Krieg zog das Paar nach Paris und heiratete. Bridget nahm für ihren Mann den jüdischen Glauben und den damit verbundenen neuen Namen Sarah an. Mit dem Einmarsch der Nationalsozialisten schloss sich das Paar der Pariser Résistance an. Beide wurden verhaftet und in verschiedene Konzentrationslager verschleppt, René starb (vermeintlich) in Dachau, Sarah überlebte Ravensbrück nur knapp. Acht Jahre nach Ende des Zweiten Weltkrieges fällt ihr letzter verbleibender Bruder in Übersee und Sarah macht sich auf den Heimweg nach Australien, um ihrer Mutter beizustehen, welche ihren Austritt aus der katholischen Kirche aber selbst auf ihrem Sterbebett nicht verzeihen oder auch nur akzeptieren kann. Sarah nimmt in der Folge die Einladung George Blighs nach Inverness an und bewirbt sich erfolgreich auf die dort freigewordene Stelle als Krankenschwester in Dr. Jack Duncans kleinem ländlichen Krankenhaus. Schnell wird ihr Leben immer enger mit dem der Familie Bligh und anderen Dorfbewohnern verwoben, insbesondere mit dem verschrobenen Einsiedler Roy Briggs schließt sie eine enge Freundschaft. Roy nimmt sie in seinem kleinen Haus auf, ihre Beziehung ist von Beginn an familiär, einfach und offen, sie unterstützen sich gegenseitig nach Kräften. Der Witwer hat im Krieg beide Söhne verloren und findet in Sarah nun eine Art Adoptivtochter. Sarahs neues Leben mitsamt der aufkeimenden Liebe zu George Bligh gerät völlig aus den Fugen, als die intrigante und eifersüchtige Regina aus Nazi-Akten erfährt, dass René entgegen mehreren Augenzeugenberichten das Konzentrationslager schwer verletzt überlebte. Sie holt ihn nach Australien, doch er erliegt nach einigen Monaten und einer gefährlichen Operation seinen Hirnverletzungen. Sarah bringt ein Kind zur Welt, dessen Vaterschaft durch die turbulenten Ereignisse und die plötzliche Rückkehr Renés nicht eindeutig geklärt ist.
Elizabeth Bligh
Elizabeth Bligh (Noni Hazlehurst) ist die einflussreiche Matriarchin von Ash Park, dem alten Anwesen der Landadelsfamilie Bligh. Das eigenwillige und unbeugsame Familienoberhaupt versucht mit allen Mitteln, die Familie zusammenzuhalten und gleichzeitig den guten Namen zu bewahren und die Standesgrenzen ihrer Zeit aufrechtzuerhalten. Für Sarah empfindet sie Dankbarkeit, da sie ihren Enkel James erfolgreich von seinem Suizidversuch abbrachte, gleichzeitig macht ihr das Wissen um eine Zeugin Angst und so versucht sie mit aller Kraft, Sarah von ihrer Familie und ihrem Dorf fernzuhalten. In der Folge wächst das Misstrauen auf allen Seiten und bringt Sarah schließlich dazu, das versprochene Schweigen zu brechen und George von dem Vorfall zu berichten. Die Ereignisse überschlagen sich und erst macht Elizabeth einzig Sarah dafür verantwortlich. Sie zieht die Schwester ihrer verstorbenen Schwiegertochter, Regina, hinzu, welche in Europa Nazi-Akten durchwühlt – auf der Suche nach einem verborgenen Geheimnis, welches Sarah zur Abreise zwingen könne. Als Regina jedoch herausfindet, was in Ravensbrück mit Sarah und in Dachau mit René geschah, offenbart sie ihre ganze Grausamkeit und Intriganz. Durch Manipulation gewinnt sie ihren Schwager George für sich und nistet sich in Ash Park ein. Elizabeth begreift, dass sie durch ihr eigenes Netz aus Intrigen nun Gefahr läuft, alles zu verlieren, was ihr wirklich wichtig ist und nähert sich langsam an Sarah und ihre Tochter Carolyn an, welche in Sydney ein für Elizabeth bislang unausstehliches, sehr modernes und weltoffenes Leben in der Künstlerszene führt. Die drei Frauen verbünden sich gegen die immer mächtiger und rücksichtsloser werdende Regina. Gleichzeitig begreift Elizabeth, was sie für die Illusion eines Familienzusammenhalts und des guten Namens im Laufe ihres Lebens an Freiheit und möglicher Liebe aufgegeben hat. Sie kehrt Ash Park den Rücken, zieht zu Carolyn nach Sydney und trifft auf den liebevollen Wohltäter Douglas Goddard, der einen Treffpunkt für traumatisierte Kriegsveteranen unterhält. Sie unterstützt ihn als Stifterin, Köchin und Pianistin, verliebt sich in ihn und heiratet ihn schließlich. Eine weitere Bekannte in Sydney ist Prudence Swanson (Heather Mitchell), eine eingebildete Angehörige der Oberschicht von Sydney, deren Mann ein hoher Politiker ist und George wiederholt zu einer politischen Karriere zu überreden versucht. Die Freundschaft der beiden Frauen wirkt selten wie eine Seelenverwandtschaft, sondern eher wie die konventionelle Zusammenkunft zweier standesgleicher und ansonsten sehr unterschiedlicher Menschen. Über mehrere Jahre hinweg ist Elizabeths Gesundheit schwer angeschlagen, sie hat ein schwaches Herz und erlitt bereits mehrere Infarkte. Ihr Schützling Dr. Jack Duncan (Craig Hall) kümmert sich um sie, später hat auch Dr. Henry Fox (Tim Draxl) ein Auge auf ihre Behandlung.
George Bligh
George Bligh (Brett Climo) ist Elizabeths Sohn und der Bruder von Carolyn. Mit seiner Frau Elaine zog er zwei Kinder groß, James und Anna. Im Verlauf der Serie stellt sich heraus, dass Anna in Wirklichkeit die uneheliche Tochter seiner Schwester Carolyn und seines Freundes und Arztes Jack Duncan ist. Auf Druck ihrer Mutter reiste Carolyn mit ihrer Schwägerin nach Europa, nach ihrer Rückkehr gaben sie das Kind als Elaines aus. George und seine Frau liebten sie wie ihr eigenes, doch zwanzig Jahre später kommt die Wahrheit schließlich ans Licht, mit fast ausschließlich positiven und erleichternden Folgen für alle Beteiligten. Der gutherzige George nimmt Sarah wiederholt in Schutz vor seiner Mutter und neugierigen, eifersüchtigen und argwöhnischen Dorfbewohnern. Nachdem Elaine während der Luftangriffe der Japaner auf Darwin getötet worden war, verliebt er sich nun erstmals neu in Sarah; sie erwidert seine Liebe, sehr zum Unwillen seiner Mutter. Als seine Schwägerin Regina aufdeckt, dass René noch lebt, gibt er Sarah auf, möchte aber am Leben des gemeinsamen ungeborenen Kindes zumindest von außen teilhaben und einen finanziellen Beitrag leisten. Reginas Äußeres weist große Ähnlichkeit zu ihrer älteren Schwester Elaine auf, mit ihrer manipulativen Art kann sie den gutgläubigen George zum Entsetzen der übrigen Familienmitglieder und Freunde schon bald um den Finger wickeln. Als René jedoch stirbt und Reginas Fassade langsam bröckelt, macht sich George erneut Hoffnungen auf eine gemeinsame Zukunft mit Sarah. George neigt zu übersteigerter Vertrauensseligkeit, weshalb er mitunter von seinen Mitmenschen ausgenutzt wird. Regina ist nur eines von vielen Beispielen. Auf den Suizidversuch seines Sohnes reagiert er erschüttert aber verständnis- und liebevoll. Das folgende Coming-out allerdings verkraftet er nicht gut. Er hat einen heftigen Wutausbruch, der zu einem Nervenzusammenbruch und der Einweisung von James in eine Heilanstalt führt, wo er bis zur Rettung durch Sarah mit brutalen Foltermethoden von seiner Homosexualität „geheilt“ werden soll. Auch gegenüber James’s Frau Olivia zeigt sich zwischenzeitlich Georges harte Seite, als er nach der Trennung der beiden beispielsweise wie selbstverständlich darauf beharrt, dass das gemeinsame Kind in Ash Park zu verbleiben hat. Später stellt sich heraus, dass die für seinen Charakter völlig untypische Reaktion auf die Sexualität seines Sohnes mit einem Ereignis seiner frühen Jugend zusammenhängen könnte, als er seinen Vater beim Geschlechtsverkehr mit einem Angestellten in den Stallungen überrascht hatte, woraufhin sein Vater sich das Leben nahm.
Jack Duncan
Dr. Jack Duncan (Craig Hall) ist seit frühester Kindheit eng mit der Familie Bligh verbunden, für die er, neben seiner Tätigkeit als Leiter des kleinen Krankenhauses von Inverness, als Hausarzt arbeitet. Elizabeth Bligh, die als junge Frau eine bis zu ihrem Lebensende verheimlichte Liebesbeziehung mit Jacks Vater geführt und der Standesgrenzen halber aufgegeben hatte, nahm sich nach dem Tod seines Vaters des jungen Jack an und finanzierte ihm Schulbildung und später das ersehnte Medizinstudium. Als Student verliebte sich Jack in Elizabeths Tochter Carolyn und schwängerte sie. Elizabeth erfährt erst zwanzig Jahre später, dass er der mysteriöse Vater des Kindes war, welches auf ihre Anordnung von Elaine und George aufgezogen wurde. Jack erfährt ebenfalls erst nach zwanzig Jahren den Grund für Carolyns plötzlichen Kontaktabbruch und von der gemeinsamen Tochter. Als Arzt der Familie kennt er Anna schon ihr Leben lang, doch die neue Erkenntnis, sie sei in Wirklichkeit seine Tochter, bedeutet für Jack unermessliches Glück. Im Zweiten Weltkrieg hatten japanische Soldaten den Militärarzt brutal gefoltert und dabei seine Unfruchtbarkeit verursacht. Die Hoffnung auf Kinder und Familienglück hatte er in der Folge aufgegeben. Mit der schrittweisen Aufdeckung der Bligh-Geheimnisse nähern sich auch Carolyn und Jack wieder an und ihre Liebe flammt wieder auf. Der aufopferungsvolle und ehrliche Jack ist zu allem bereit, wenn es darum geht, Notleidenden zu helfen. Hierfür riskiert er mitunter seine Zulassung und sogar seine Freiheit. Er ist seiner Zeit in vielerlei Hinsicht voraus und passt insofern gut zu seiner modernen und unabhängigen Frau. [Trivia: Die Darsteller der beiden sind seit den frühen 1990er-Jahren verheiratet.]
James Bligh
James Bligh (David Berry) ist der einzige leibliche Sohn von George und Elaine Bligh. Er wuchs Seite an Seite mit seiner Cousine und vermeintlichen Schwester Anna auf. Für sein Studium zog er nach England, wo er sich in seinen Kommilitonen und Mitbewohner William verliebte. Als seine Großmutter während eines kurzen Besuches die Anzeichen erkennt und richtig deutet, heiratet er auf ihren Druck Olivia, die jüngere Schwester Williams. Die Aussicht auf ein Leben in seinem nun selbstgebauten Gefängnis treibt ihn zu einem verzweifelten Suizidversuch, er wird allerdings rechtzeitig von Sarah gerettet. Olivia zieht schließlich von selbst die richtigen Schlüsse, entscheidet sich aber hauptsächlich aufgrund des gemeinsamen ungeborenen Kindes, das Ehegelübde vorerst zu wahren. Als sein Vater jedoch von seiner sexuellen Orientierung erfährt, rastet er aus und James erleidet einen Nervenzusammenbruch. Zuvor hatte er in Inverness seine erste Jugendliebe Harry Polson wiedergetroffen (ein früherer Angestellter der Blighs, seine Schwester Amy arbeitet noch als Hausmädchen in Ash Park), welcher mit seiner Homosexualität sehr viel ehrlicher umgeht, was James verwirrt. Er lässt sich in eine Klinik in Sydney einweisen, wo ihm mit Elektroschocktherapie und anderen brutalen Methoden Heilung von der Homosexualität versprochen wird. Erst Sarah kann den bis dahin bereits schwer traumatisierten James aus der geschlossenen Anstalt befreien. Olivia kümmert sich liebevoll um ihn, leidet aber weiter unter der mangelnden Erwiderung. Als James sich vollständig erholt und das gemeinsame Kind auf der Welt ist, lässt sie sich schließlich auf eine Affaire mit dem englischen Künstler Lloyd Ellis-Parker ein, was bei James eine Welle der Eifersucht auslöst, obwohl er fast zeitgleich eine Affaire mit dem jungen Arzt Henry Ford (Tim Draxl) angefangen hatte. Lloyd verlässt Olivia schließlich und kehrt nach England zurück, die Beziehung zwischen Henry und James wird dagegen immer verbindlicher. Zuspruch erhalten die beiden nun auch von Elizabeth, die inzwischen eingesehen hat, dass sie ihre eigene unglückliche Ehe nicht ungeschehen machen kann, indem sie dem Glück ihres Enkels im Wege steht. Erste Schwierigkeiten kündigen sich an, als Harry wieder in Erscheinung tritt und bei James alte Wunden aufreißen.
Anna Bligh
Anna Bligh (Abby Earl) ist das heimliche, uneheliche Kind von Carolyn Bligh und Jack Duncan. Zwanzig Jahre lang wuchs sie in dem Glauben auf, Tochter von George und Elaine und Schwester von James zu sein. Zu Carolyn als ihrer vermeintlichen Patentante hatte sie stets ein sehr inniges Verhältnis, Jack schätzt sie ebenfalls, kannte ihn aber nur als Arzt und guten Freund der Familie. Anna heiratet entgegen allen Widerständen den Bauernjungen Gino Poletti, Sohn italienischer Einwanderer und seit Kindertagen mit Anna befreundet. Gino versucht auf ihren Zuspruch hin, seinen Traum eines hochwertigen Weinberges zu verwirklichen, doch er verschuldet sich immer höher und die Reben gehen ein, was die Ehe auf eine harte Probe stellt. Außerdem erhofft sich Gino mehr Hilfe durch Anna bei der Feldarbeit, hatte ihr aber auch versprochen, sie bei der Veröffentlichung ihres Romans zu unterstützen. Als er die autobiografischen Züge des Romans erkennt, stellt er fest, wie unglücklich Anna in ihrer Ehe geworden ist. Anna trägt als fröhlicher, offener Mensch dazu bei, dass sich Sarah und Olivia in Inverness zunehmend zuhause fühlen können. Sie unterstützt auch die sich anbahnende Liebesbeziehung zwischen Sarah und ihrem Vater nach Kräften. Wie bei Carolyn führen ihre Weltgewandtheit und rebellische Modernität bisweilen zu naiver Selbstüberschätzung und herber Enttäuschung, wenn ihre Denkweise auf rückwärtsgewandte Menschen wie ihre auf Standesgrenzen pochende Großmutter oder den zutiefst frauenverachtenden Verleger Richard Bennett trifft.
Henry Fox
Dr. Henry Fox (Tim Draxl) ist ein junger Arzt aus Sydney. Mit der Bligh-Familie kommt er erstmals in Kontakt, als George angeschossen wird und Henry sein Leben rettet. Später verbringt Elizabeth nach einem weiteren Herzinfarkt recht viel Zeit in Henrys Obhut. Henry freundet sich mit James an, mit der Zeit begreifen sie, dass ihre gegenseitige Zuneigung über Freundschaft weit hinausgeht. Sie lassen sich auf eine Liebesbeziehung ein, doch Henry wird schon bald von der inzwischen suchtkranken Regina erpresst, sie im Gegenzug für ihr Schweigen regelmäßig mit Morphium zu versorgen. Innerhalb der Familie ist die Beziehung der beiden bald ein offenes Geheimnis, von Elizabeth, Sarah, Carolyn und Anna erhalten sie liebevollen Zuspruch und Unterstützung. In der Großstadt hat Henry Teil an einer lebendigen Schwulenszene. Für James, der sich dort nicht wohlfühlt, ist er bereit, seine Heimat dort aufzugeben, und tritt eine Stelle in Jacks kleinem Krankenhaus in Inverness an.
Regina Standish
Regina Standish (Jenni Baird) ist die verwitwete, ehemals wohlhabende und noch immer geldhungrige jüngere Schwester von Georges verstorbener Ehefrau Elaine. Bis auf ihr Aussehen gibt es zwischen den Frauen jedoch kaum Ähnlichkeiten: Reginas Verhalten ist kalt, bitter und berechnend, sie verabscheut Juden und verleiht dieser Abneigung insbesondere Sarah gegenüber in aller Öffentlichkeit Ausdruck. Die krankhafte Eifersucht, die sich von Jugend an gegen ihre Schwester richtete, hegt sie nun gegen Georges neue große Liebe Sarah. Sie hat es zu gleichen Teilen auf Georges Zuneigung und sein Vermögen abgesehen und greift zu extremen Mitteln, um Sarah, Elizabeth und andere Widersacher aus dem Weg zu räumen und George für sich zu gewinnen. Ein Mordversuch schlägt fehl, eine andere Frau stirbt und Regina versinkt immer tiefer in ihre Morphiumsucht. Um sich einen dauerhaften Vorrat des Betäubungsmittels zu sichern, erpresst sie Henry mit seiner Homosexualität und der geheimen Liebesbeziehung zu ihrem Neffen James. Nachdem der Mordversuch an Sarah bereits fehlschlug, setzt sie den trauernden Verlobten der getöteten Lehrerin als Kopfgeldjäger auf Sarahs kleinen Sohn an. Gleichzeitig versucht sie, einem Polizisten den Kopf zu verdrehen und ihn dazu zu bewegen, Sarah endgültig aus dem Weg zu räumen. Ihr doppeltes Spiel fliegt auf, an einem entlegenen Treffpunkt erschießt sie den Polizeioffizier mit dessen Waffe. Als schließlich auch George Reginas Drohungen Elizabeth gegenüber mithören und nicht länger die Augen vor Reginas Gräueltaten verschließen kann, lässt er sie in die geschlossene Psychiatrie einweisen. Wegen Unzurechnungsfähigkeit erhält sie allerdings Strafmilderung und wird nicht für die Mord(versuch)e belangt. Sir Richard sorgt schließlich für ihre vorzeitige Entlassung aus der Psychiatrie.
Doris Collins
Doris Collins (Deborah Kennedy) ist die stadtbekannte Tratschtante von Inverness. Stets mit dem Fahrrad unterwegs durch die kleine Kommune, scheint sie ihre Augen und Ohren überall zu haben. Sie ist eine gutherzige Frau, doch ihre neugierige und direkte Art wirkt oft unhöflich und aufdringlich. Sarah und Doris haben anfangs kein gutes Verhältnis, doch im Laufe der Zeit lernt Sarah sie als fürsorgliche Vertraute zu schätzen.
Peg Maloney
Margaret „Peg“ Maloney (Judi Farr) ist Sarahs Patentante. Sie kümmerte sich um Sarahs Mutter bis zu deren Tod und hat immer ein offenes Ohr für ihre Nichte. Im Gegensatz zu ihrer Schwester hat „Aunty Peg“ (Tantchen Peg) ihrer Nichte ihr Liebesglück und den Übertritt zum Judentum nie übel genommen und stets den Kontakt aufrechterhalten. Auch nach Sarahs Ankunft in Inverness schreiben sie sich regelmäßig und besuchen einander. Als Sarah um Pegs Hilfe bei einer schwierigen und gefährlichen Entscheidung bittet, ist ihre Tante zur Stelle.
René Nordmann
Dr. René Nordmann (Ben Winspear) war ein französischer Jude, der als Arzt unter anderem die Opfer des spanischen Bürgerkrieges versorgte. Er war in der Künstlerszene insbesondere von Barcelona und Paris zu Hause und zählte Federico García Lorca zu seinen engsten Freunden. Sarah trägt einen Gedichtband von Lorca stets bei sich, das darin enthaltene Lieblingsgedicht ihres Mannes erinnerte ihn stets an seinen 1936 ermordeten Freund, Sarah erinnert es nun an René. Das Paar lernte sich während des spanischen Bürgerkrieges kennen und zog später gemeinsam nach Paris, wo sie sich der Resistance anschlossen und von den Nationalsozialisten verhaftet wurden. Anfangs taucht Sarahs totgeglaubte erste große Liebe ausschließlich in Flashbacks auf, bis Regina aufdeckt, er habe das KZ Dachau entgegen mehreren Augenzeugenberichten überlebt. Sarah holt ihren Mann von Paris nach Inverness und kümmert sich aufopferungsvoll um ihn. Inverness wird für René jedoch leider nicht zu einem neuen Zuhause. Er spürt die unterdrückte Zuneigung seiner Frau zu George Bligh und kann das Trauma von Gefangenschaft und Folter nicht überwinden. Um die lebensbedrohlichen Kugelsplitter aus seinem Gehirn zu entfernen, entschließt er sich entgegen Sarahs Bitten zu einer hochgefährlichen Operation, an deren Folgen er schließlich verstirbt.
Richard Bennett
Sir Richard Bennett (Mark Lee) ist ein einflussreicher Verlagsinhaber und Herausgeber eines großen Stadtanzeigers. Durch Bestechung und Erpressung hält er viele Fäden in Sydney in der Hand. Wiederholt versucht er, George Bligh zu einer politischen Karriere zu bewegen. Zwischenzeitlich verbündet er sich mit Regina, die ihm hilft, seine politische Macht zu vergrößern. Im Gegenzug bringt er George dazu, eine Zweckehe mit ihr einzugehen. Der geld- und machtgierige Mann lässt sich von niemandem in die Schranken weisen, er ist es gewohnt, alles zu erhalten, was er verlangt, seien es Geld, Besitztümer oder Menschen. Sowohl Carolyn als auch Anna arbeiten zwischenzeitlich für ihn. Beide Frauen nutzt er schamlos aus, im Falle von Carolyn kommt es schließlich zu einer Vergewaltigung in ihrer Wohnung. Sir Richard ist der einzige regelmäßige Besucher Reginas in der psychiatrischen Klinik. Er sorgt dafür, dass seine „Langzeitinvestition“ einen progressiven und gutmütigen Psychiater erhält, der nach einem Jahr und deutlicher Verbesserung ihres Gemütszustandes ihrer vorzeitigen Entlassung zustimmt. Am Ausgang der geschlossenen Klinik nimmt Sir Richard sie persönlich in Empfang, besorgt ihr ein Hotelzimmer und neue Kleidung und möchte dort anknüpfen, wo das intrigante Paar vor Reginas Einweisung aufgehört hatte. Als Regina vor ihm flieht, demoliert er sich seiner Wut das Hotelzimmer, hält aber an ihr fest, bis sie sich schließlich bei ihm meldet.